# Fiodor Gorbań
Fiodor Grigorjewicz Gorbań (ros. Фёдор Григорьевич Горбань, ur. 1905 w Makiejewskiej Słobodzie (obecnie Makiejewka), zm. 1968) – funkcjonariusz radzieckich organów bezpieczeństwa, wojskowy, podpułkownik, szef Zarządu NKWD obwodu zaporoskiego (1939-1941).

## Życiorys
Od 1921 członek Komsomołu, od stycznia 1926 w WKP(b), 1926–1929 student fakultetu robotniczego w Charkowie, 1929–1933 studiował w Instytucie Przemysłowym w Nowoczerkasku. Od grudnia 1933 do października 1934 służył w marynarce wojennej ZSRR, od października 1934 do marca 1938 główny energetyk fabryki rur w Makiejewce, od marca 1938 do stycznia 1939 pełnomocnik operacyjny Zarządu NKWD obwodu stalińskiego (obecnie obwód doniecki). Od 15 stycznia 1939 do 28 marca 1941 szef Zarządu NKWD obwodu zaporoskiego, od 17 stycznia 1939 kapitan bezpieczeństwa państwowego, od kwietnia do czerwca 1941 sekretarz Lwowskiego Komitetu Obwodowego KP(b)U ds. przemysłu.
Od czerwca 1941 do czerwca 1942 pełnił służbę jako komisarz wojsk łączności Sztabu Frontu Południowo-Zachodniego. Od czerwca 1942 do stycznia 1943 komisarz wojskowy Sztabu 57 Armii, od stycznia 1943 do sierpnia 1944 zastępca szefa Tyłu 4 Gwardyjskiej Armii ds. politycznych, od sierpnia 1944 do marca 1945 szef Wydziału Politycznego 202 Dywizji Strzeleckiej, od marca 1945 do września 1946 sekretarz odpowiedzialny komisji WKP(b) przy Wydziale Politycznym 5 Gwardyjskiej Armii, podpułkownik Armii Czerwonej. 
Od grudnia 1946 do marca 1947 ponownie sekretarz Lwowskiego Komitetu Obwodowego KP(b)U ds. przemysłu, od marca 1947 do maja 1949 III sekretarz Lwowskiego Komitetu Obwodowego KP(b)U, od maja 1949 do lutego 1951 sekretarz Lwowskiego Komitetu Obwodowego KP(b)U. Od lutego 1951 do września 1952 szef wydziału politycznego Zarządu Budowlano-Montażowego nr 1 Ukrwodstroju w obwodzie zaporoskim, później szef działu tego zarządu.

## Odznaczenia
- Order Czerwonego Sztandaru (dwukrotnie)
- Order Wojny Ojczyźnianej I klasy
- Order Wojny Ojczyźnianej II klasy
- Order „Znak Honoru”

I 3 medale.